# Variedad cuasi-proyectiva
Una variedad cuasi-proyectiva en geometría algebraica es un subconjunto abierto de un conjunto proyectivo cerrado, es decir, la intersección de un subconjunto abierto y un subconjunto cerrado en la topología de Zariski dentro de algún espacio proyectivo. Se utiliza una definición similar en la teoría de esquemas, donde un esquema cuasi-proyectivo es un subesquema localmente cerrado de algún espacio proyectivo . 

## Mapas Regulares
Un mapa regular {\displaystyle f:X\to \mathbb {P} ^{m}} de una variedad cuasi-proyectiva irreducible {\displaystyle X\subseteq \mathbb {P} ^{n}} al espacio proyectivo {\displaystyle \mathbb {P} ^{m}} está dado por una (m+1)-tupla de formas {\displaystyle (F_{0}:\ldots :F_{m})} del mismo grado en las coordenadas homogéneas de {\displaystyle x\in \mathbb {P} ^{n}}. Se requiere además que para cada {\displaystyle x\in X} exista una forma {\displaystyle (F_{0}:\ldots :F_{m})} tal que {\displaystyle F_{i}(x)\neq 0} para algún {\displaystyle i}; entonces identificamos {\displaystyle f(x)} con el punto {\displaystyle (F_{0}(x):\ldots :F_{m}(x))}.
La definición anterior provee una forma natural de definir los isomorfismos de variedades cuasi-proyectivas. Un isomorfismo de variedades cuasi-proyectivas es un mapa regular cuya inversa es otro mapa regular.

## Relación con variedades afines
Una variedad afín es una variedad cuasi-proyectiva que es isomorfa a un conjunto cerrado (en la topología de Zariski) de un espacio afín. De lo anterior se sigue que toda variedad afín es cuasi-proyectiva pero no viceversa.